# Hibana
Hibana es un género de arañas araneomorfas de la familia Anyphaenidae. Se encuentra en América.

## Especies
Según The World Spider Catalog 12.0:
- Hibana arunda (Platnick, 1974)
- Hibana bicolor (Banks, 1909)
- Hibana cambridgei (Bryant, 1931)
- Hibana discolor (Mello-Leitão, 1929)
- Hibana flavescens (Schmidt, 1971)
- Hibana fusca (Franganillo, 1926)
- Hibana futilis (Banks, 1898)
- Hibana gracilis (Hentz, 1847)
- Hibana incursa (Chamberlin, 1919)
- Hibana longipalpa (Bryant, 1931)
- Hibana melloleitaoi (Caporiacco, 1947)
- Hibana similaris (Banks, 1929)
- Hibana taboga Brescovit, 1991
- Hibana talmina Brescovit, 1993
- Hibana tenuis (L. Koch, 1866)
- Hibana turquinensis (Bryant, 1940)
- Hibana velox (Becker, 1879)